# イオン高知旭町店
イオン高知旭町店 （イオンこうちあさひまちてん）は高知県高知市旭町三丁目にあるイオンリテールが運営するショッピングセンター。

## 概要
高知市の中心部の西よりに位置する旭町三丁目にある、イオンリテールが管理・運営する商業施設である。店舗は3階建てある。ネットスーパーも行っていた。駐車場は第一駐車場と立体駐車場と周辺駐車場で合計632台分を有している。

## 歴史
1978年に前身のニチイ（後のマイカル）によってニチイ高知ショッピングセンターとして「高知パルプ工業」跡地に開店。その後、「高知サティ」を経て2011年3月1日にはイオンリテールのグループ再編に伴い、「高知サティ」から「イオン高知旭町店」に変更された。「イオン高知店」（現:イオンスタイル高知]）があるので、重複を避けるため店名に店舗がある地域の「旭町」がついた。
四国地方の「イオン」では最古かつ唯一「ニチイ」時代から建物が存続している現行店舗であったが、2024年10月1日にイオンリテールから2025年3月末をもって一時閉店し、現地で店舗の建て替えを行う事が発表された。詳細な休業時期や期間、新店舗の規模などは未定としている。

## テナント
出店全店舗一覧は公式サイト「専門店連絡先」を参照。

## 交通
最寄りのインターチェンジは高知自動車道伊野ICである。

### 面している道路
- 国道33号

### 公共交通機関
- とさでん交通 伊野線　旭町三丁目停留場：徒歩5分
- 四国旅客鉄道（JR四国） 土讃線 旭駅：徒歩15分